# Conacul lui Constantin Stamati
Conacul lui Constantin Stamati este un monument de arhitectură de importanță națională din satul Ocnița, raionul Ocnița (Republica Moldova), construit mijlocul secolului al XIX-lea. 
Conacul a aparținut lui Constantin Stamati, care spre sfârșitul vieții, s-a „retras” la domeniul respectiv, unde în 1869 se stinge din viață.
Cu statut de casă-muzeu a fost inaugurat în anul 1988. A fost restaurat între anii 2006 și 2007, în acest scop fiind alocate din bugetul de stat mijloace publice în sumă de 2,2 mln. lei. Potrivit unui raport al Curții de Conturi, în urma verificărilor la fața locului, s-a constatat că încăperile muzeului se aflau într-o stare deplorabilă, ceea ce comporta riscul păstrării neconforme a bunurilor muzeale.
Complexul muzeal include: conacul-muzeu, bustul și un tei vechi. Muzeul are 350 de articole, inclusiv: mobilier, cărți, fotografii, ziare și reviste ale epocii respective. 

## Vezi și
- Lista conacelor din Republica Moldova